# Boris Đurđević
Boris Đurđević (ur. 15 marca 1973 w Vinkovci) – chorwacki muzyk, najbardziej znany jako członek zespołu Colonia.
Działalność muzyczną rozpoczął w 1988 roku, na początku lat 90. założył zespół Croatia Boys Attack. W 1996 roku wraz z Tomislavem Jelićą założył zespół Colonia, który stał się najpopularniejszym chorwackim wykonawcą muzyki dance. Đurđević jest autorem i kompozytorem wszystkich piosenek zespołu.
Đurđević jest również autorem muzyki dla chorwackiej wersji programu reality show Big Brother oraz wielu kompozycji pojawiających się w reklamach.